# رالي كتالونيا 2015
رالي كتالونيا 2015 هو سباق رالي أقيم في الفترة من أكتوبر 22 إلى 25 أكتوبر 2015 في إسبانيا. كان الجولة الثانية عشر ضمن بطولة العالم للراليات موسم 2015. تكون الرالي من 23 مرحلة. فاز به أندرياس ميكلسن.